# Villa Savoye

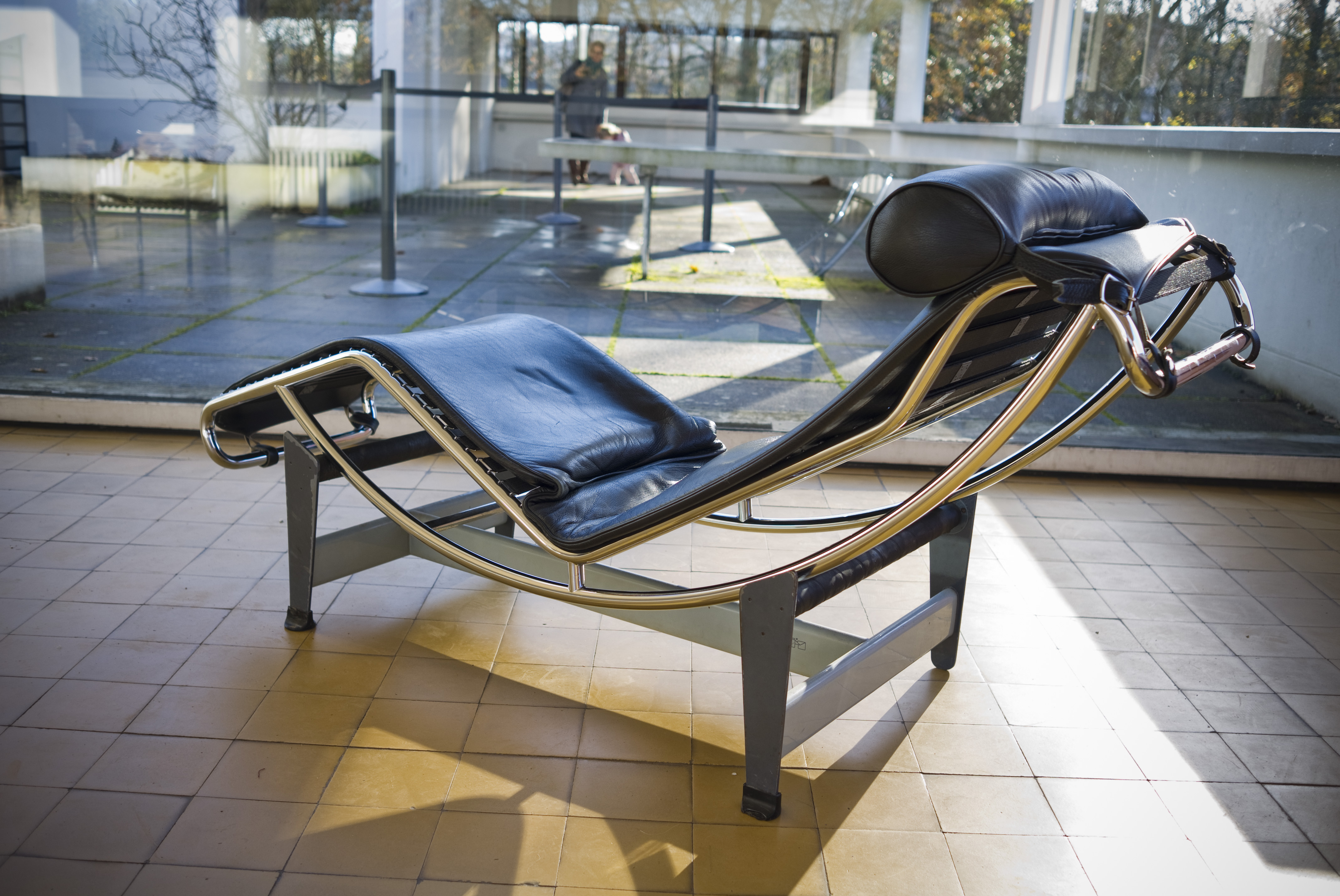
Takterrassen i Villa Savoye.

Villa Savoye (franskt uttal: [savwa]) är ett bostadshus ritat av Le Corbusier. Det är beläget i Poissy i närheten av Paris och uppfördes mellan 1928 och 1930. Villan är idag museum.
Le Corbusier definierade hus som maskiner att bo i (machines à habiter), varmed han inte avsåg att bostadshus skulle vara själ- eller konstlösa, utan att de skulle konstrueras och uppföras på ett funktionellt sätt. I Villa Savoye sökte Le Corbusier förverkliga dessa ideal.
Huset är konstruerat i armerad betong och vilar på pelare i armerad betong, vilket innebar att trädgården förlängdes in under huset. Genom att takbjälklaget inte vilar på bärande väggar tillåts en öppen och fri planlösning. 
Badkaret i badrummet är täckt av små glasplattor i olika blå toner.